# TNA X Division Championship
El TNA X Division Championship (Campeonato de la División X de TNA, en español) es un campeonato de lucha libre profesional creado y utilizado por la compañía estadounidense Total Nonstop Action Wrestling (TNA). El campeón actual es Leon Slater, quien se encuentra en su primer reinado.
El campeonato se creó el 19 de junio de 2002, teniendo como primer campeón y es el título en actividad de mayor antigüedad dentro de la compañía y se presenta como un campeonato característico y original de la TNA. Los combates por el campeonato suelen ser regulares en los eventos pago por visión (PPV) de la empresa — incluido Bound for Glory, el evento más importante de la TNA. Además, es reconocido como un «escalón» hacia el TNA World Heavyweight Championship, debido a la «opción C» y a que muchos excampeones como Samoa Joe, A.J. Styles y Chris Sabin fueron campeones mundiales después de ostentar este campeonato.

## Historia
El TNA X Division Championship, originalmente conocido como el NWA-TNA X Division Championship, fue creado el 19 de junio de 2002, durante el segundo show promocionado por TNA, para su recientemente creado "X Division". TNA promocionó la X Division y el X Division Championship como "wrestling reinvented" (reinvención de la lucha libre) y los consideró como el lado innovador de la lucha libre profesional, presentándolo como una lucha sin límites, mientras que el NWA World Heavyweight Championship (ahora reemplazo con el TNA World Heavyweight Championship en TNA) fue promocionado como el lado "tradicional" de la lucha libre, representando prestigio e historia. A menudo, durante los anuncios sobre el ring se le anuncia como el X Division Championship of the World (Campeonato Mundial de la División X).

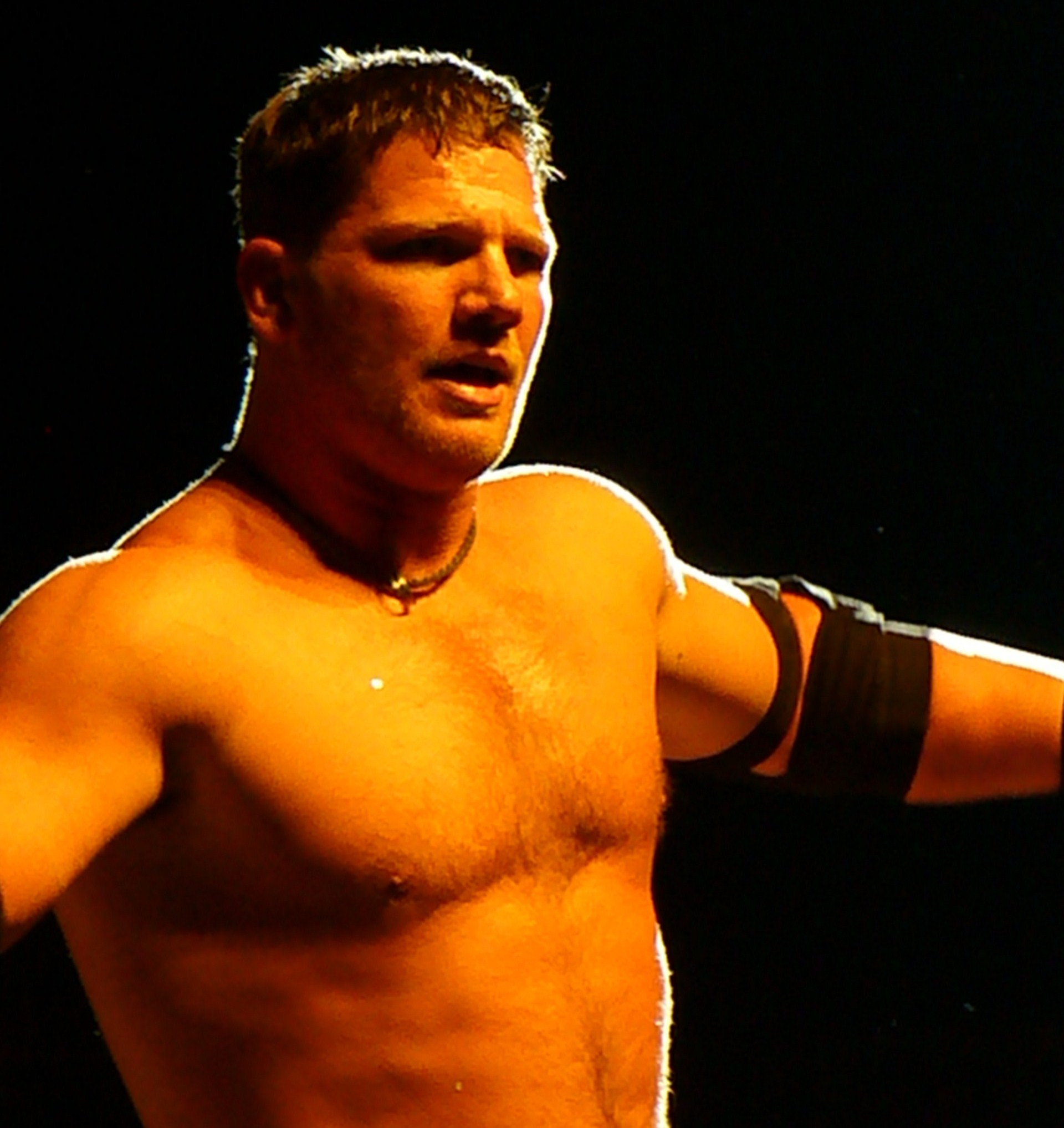
AJ Styles campeón inaugural.

El 25 de mayo de 2003, Chris Sabin ganó el WWA International Cruiserweight Championship, unificando este título con el X Division Championship ya que World Wrestling All-Stars (WWA) cerró luego de dicho show. El 28 de julio de 2004, se dio el único caso en el que dos luchadores fueron Co-campeones. Ese día, el campeón AJ Styles defendió el título ante Kazarian y Michael Shane, quienes hacían equipos, en un Ultimate X match. En el combate, tanto Kazarian como Shane descolgaron la X (para ganar este tipo de lucha, debía descolgarse una X) a la vez, siendo reconocidos como co-campeones. El 7 de diciembre, hubo una controversia con el título. El campeón, Sheik Abdul Bashir, defendió el título ante Eric Young, con el luchador Shane Sewell como árbitro. Durante el combate, Young aplicó a Bashir un «Roll-up», pero se agarró a las piernas. Debido a que tenía un feudo con Sewell, el árbitro golpeó a Bashir, permitiendo que Young le cubriera y ganando el título. Al momento, Jim Cornette le despojó del campeonato por la ayuda del árbitro. Hasta el 16 de enero de 2010, la TNA no reconoció el reinadode Young como campeón, cuando actualizó su página web.
El 15 de marzo de 2009, el luchador enmascarado Suicide ganó el campeonato. Debido a que era un personaje, tres luchadores usaron el gimmick, coincidiendo Christopher Daniels y Kazarian con su reinado como campeón. Durante la celebración de Destination X 2011, los anunciadores les presentaron como 4 y 5 veces campeones, añadiéndoles el reinado de Suicide como campeón. El 18 de abril de 2010, el campeonato tuvo que ser dejado vacante. El campeón Doug Williams, tenía que defenderlo en Lockdown ante Kazarian y Shannon Moore. Sin embargo, no pudo asistir al evento, ya que se encontraba en Europa y, debido a la erpción en Islandia del volcán Eyjafjallajökull, su vuelo no pudo despegar. En el evento, se declaró vacante y Homicide salió como sustituto de Williams. 
El título, desde su creación, fue sin límite de peso, a pesar de que la gran mayoría de sus campeones fueron pesos ligeros. Esto cambió el 11 de agosto de 2011, cuando Eric Bischoff anunció que se establecería un límite de peso de 225 libras (102 kilos). Sin embargo, este límitefue ignorado el 10 de junio de 2012, en Slammiversary X, cuando se le dio a Samoa Joe (quien pesa 280 libras (127 kg)) una oportunidad por el título. Desde entonces, el límite de peso no ha vuelto a ser mencionado. En octubre de 2012 el luchador Rob Van Dam, quien pesa 237 libras (108 kg) recibió una oportunidad por el título en Bound for Glory y lo ganó, de nuevo, sin mencionar el límite de peso, explicando que este factor ya no es fue relevante cuando Lashley llegó a ser campeón con dicho cinturón.
Tras la compra de TNA por parte de Anthem Sports & Entertainment y al cambiar su nombre a "Impact Wrestling", el título cambió de nombre a Impact X Division Championship. Tras la fusión con la extinta GFW, el título nuevamente cambió de nombre, esta vez a GFW X Division Championship.

### Opción C
El 8 de julio de 2012, se estipuló la Opción C. Semanas antes de Destination X, el campeón Austin Aries exigió una lucha por el Campeonato Mundial Peso Pesado en el evento, a lo que el General Mánager Hulk Hogan le dijo que, si quería la lucha, debía dejar el título vacante primero o no tendría su lucha. Aries entonces eligió la Opción C, es decir, aceptaba dejar el título vacante siempre y cuando, todos los años, al campeón se le otorgara una lucha por el título mundial en Destination X, a lo que Hogan aceptó. Esta opción se volvió tradicional con los posteriores campeones quienes invocaron esta cláusula cuando se presentó la oportunidad, siendo Austin Aries y Chris Sabin los únicos quienes ganaron dicho campeonato en su primera vez. La primera vez que fue ignorada esta opción fue cuando Eddie Edwards decidió optar por esto para enfrentarse a Lashley por el título principal pero Lashley le propuso que si ambos lucharían, el ganador tendría ambos campeonatos.

## Nombres
| Nombre                          | Años                         |
| ------------------------------- | ---------------------------- |
| NWA X Championship              | 2002                         |
| NWA-TNA X Championship          | 2002                         |
| NWA-TNA X Division Championship | 2003                         |
| TNA X Division Championship     | 2003 — 2017, 2024 — presente |
| Impact X Division Championship  | 2017                         |
| GFW X Division Championship     | 2017                         |
| Impact X Division Championship  | 2017 — 2024                  |

## Campeones

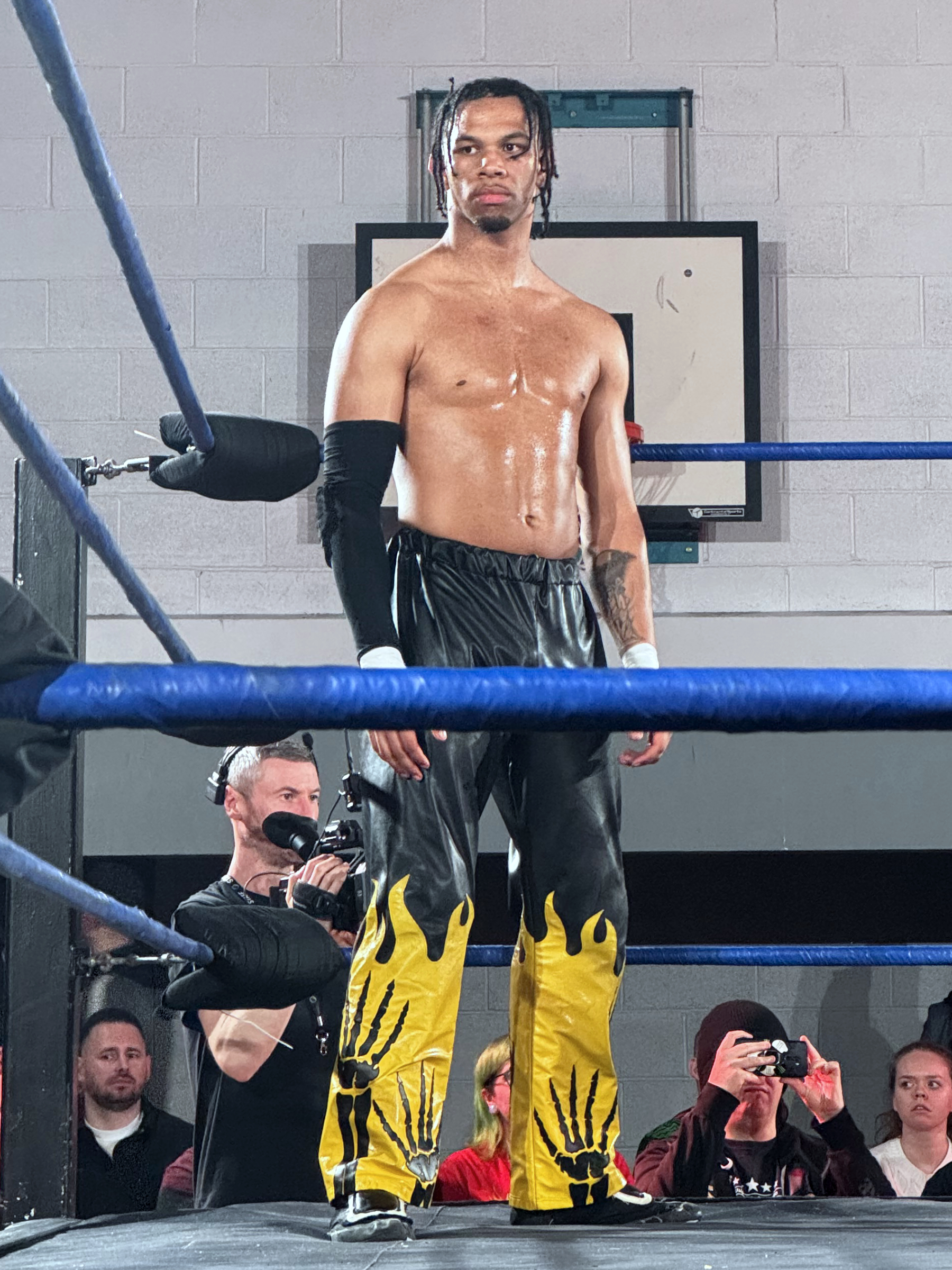
El campeón actual, Leon Slater.

El Campeonato de la División X de TNA es el campeonato secundario más importante de la empresa y es el más antiguo dentro de la compañía. El campeón inaugural fue A.J. Styles, quien derrotó a Jerry Lynn, Low Ki y Psicosis; y desde entonces ha habido 52 distintos campeones oficiales, repartidos en 107 reinados en total. Además, el campeonato ha sido declarado vacante en diez ocasiones a lo largo de su historia. Shawn Daivari, Seiya Sanada, Rockstar Spud, Tigre Uno y Taiji Ishimori son los cinco luchadores no estadounidenses que han ostentado el título.
El reinado más largo en la historia del título le pertenece a Austin Aries, quien mantuvo el campeonato por 301 días entre 2011 y 2012. Por otro lado, tres luchadores han sido campeones por menos de un día: Eric Young en 2008, Chris Sabin en 2013, y Rockstar Spud en 2015, siendo el de Young el más corto de la historia, son solo unos minutos de duración (fue declarado vacante por una controversia en su victoria).
En cuanto a los días en total como campeón (un acumulado entre la suma de todos los días de los reinados individuales de cada luchador), Chris Sabin posee el primer lugar, con 432 días como campeón entre sus ocho reinados. Le siguen Austin Aries (372 días en 6 reinados), Samoa Joe (350 días en 5 reinados), Low Ki (312 días en 5 reinados), y Petey Williams (310 días en 2 reinados).
El campeón más joven en la historia es Amazing Red, quien a los 21 años derrotó a Kid Kash en un PPV semanal en abril de 2003. En contraparte, el campeón más viejo es Rob Van Dam, quien a los 42 años derrotó a Zema Ion en Bound for Glory 2012. En cuanto al peso de los campeones, Abyss es el más pesado con 158 kilogramos, mientras que Rockstar Spud es el más liviano con 63 kilogramos.
En torno al número mayor de reinados, Chris Sabin es el luchador que más reinados posee con 10, seguido por A.J. Styles, Austin Aries, Jay Lethal (6 cada uno), Samoa Joe y Low Ki (5 cada uno).
De todos los campeones oficiales, Seiya Sanada es el único que no era parte de TNA cuando fue campeón ya que, TNA puso sus títulos en juego en One Night Only:Outbreak, un evento perteneciente a Wrestle-1, la empresa donde trabajaba Sanada. Austin Aries se enfrentó a él y fue derrotado.
Por último, los únicos luchadores que hicieron válida la Opción C fueron Austin Aries, Chris Sabin y Rockstar Spud, quienes dejaron vacante el título por una oportunidad titular por el Campeonato Mundial Peso Pesado de la TNA contra el respectivo campeón de los cuales, Aries y Sabin lograron obtener dicho campeonato en su primera vez. Por otra parte, Eddie Edwards intentó validar la Opción C pero en lugar de eso, recibió un reto por parte de Lashley donde el ganador, obtendría tanto el Campeonato Mundial Pesado como el Campeonato de la División X, siendo Lashley el ganador.

### Campeón actual
El campeón actual es Leon Slater, quien se encuentra en su primer reinado. Slater ganó el título tras derrotar al excampeón Moose el 20 de julio de octubre de 2025 en Slammiversary.
Slater registra hasta el 18 de agosto de 2025 las siguientes defensas televisadas.
1. vs. Cedric Alexander vs. Jason Hotch (31 de julio de 2025, TNA Impact!).

### Lista de campeones
| N.º                                   | Campeón                          | Lucha                    | Lucha                              | Lucha                           | Estadísticas | Estadísticas | Notas y referencias |
| N.º                                   | Campeón                          | Fecha                    | Evento                             | Ubicación                       | Reinado      | Días         | Notas y referencias |
| ------------------------------------- | -------------------------------- | ------------------------ | ---------------------------------- | ------------------------------- | ------------ | ------------ | --- |
| Campeonato de la División X de TNA    |                                  |                          |                                    |                                 |              |              | |
| 1                                     | A.J. Styles                      | 19 de junio de 2002      | PPV Semanal #2                     | Nashville, Tennessee            | 1            | 49           | Derrotó a Low Ki, Jerry Lynn y Psicosis en un Double Elimination match. |
| 2                                     | Low Ki                           | 7 de agosto de 2002      | PPV Semanal #8                     | Nashville, Tennessee            | 1            | 14           | Derrotó a A.J. Styles y Jerry Lynn. |
| 3                                     | Jerry Lynn                       | 21 de agosto de 2002     | PPV Semanal #11                    | Nashville, Tennessee            | 1            | 49           | Derrotó a Low Ki y A.J. Styles en un Ladder match. Emitido el 28 de agosto. |
| —                                     | Vacante                          | 9 de octubre de 2002     | PPV Semanal #15                    | Nashville, Tennessee            | —            | —            | Debido a una lesión sufrida por Jerry Lynn. |
| 4                                     | Sean Waltman                     | 9 de octubre de 2002     | PPV Semanal #15                    | Nashville, Tennessee            | 1            | 14           | Derrotó a Kid Kash, Tony Mamaluke, The S.A.T., Steel y A.J. Styles en un Ladder match. |
| 5                                     | A.J. Styles                      | 23 de octubre de 2002    | PPV Semanal #17                    | Nashville, Tennessee            | 2            | 14           | [ 8 ] |
| 6                                     | Jerry Lynn                       | 6 de noviembre de 2002   | PPV Semanal #19                    | Nashville, Tennessee            | 2            | 35           | [ 9 ] |
| 7                                     | Sonny Siaki                      | 11 de diciembre de 2002  | PPV Semanal #24                    | Nashville, Tennessee            | 1            | 63           | [ 10 ] |
| 8                                     | Kid Kash                         | 12 de febrero de 2003    | PPV Semanal #31                    | Nashville, Tennessee            | 1            | 77           | [ 11 ] |
| 9                                     | The Amazing Red                  | 30 de abril de 2003      | PPV Semanal #42                    | Nashville, Tennessee            | 1            | 14           | [ 12 ] |
| 10                                    | Chris Sabin                      | 14 de mayo de 2003       | PPV Semanal #44                    | Nashville, Tennessee            | 1            | 98           | Derrotó a The Amazing Red y Jerry Lynn. Durante su reinado, unificó el título con el Campeonato Internacional Crucero de la WWA al derrotar al campeón Lynn, Frankie Kazarian y Johnny Swinger en Auckland, Nueva Zelanda, el 25 de mayo de 2003. |
| 11                                    | Michael Shane                    | 20 de agosto de 2003     | PPV Semanal #58                    | Nashville, Tennessee            | 1            | 140          | Derrotó a Chris Sabin y Frankie Kazarian en un Ultimate X match. |
| 12                                    | Chris Sabin                      | 7 de enero de 2004       | PPV Semanal #75                    | Nashville, Tennessee            | 2            | 84           | Derrotó a Michael Shane, Low Ki y Christopher Daniels en un Ultimate X match. |
| —                                     | Vacante                          | 31 de marzo de 2004      | PPV Semanal #87                    | Nashville, Tennessee            | —            | —            | Debido a una lesión sufrida por Chris Sabin. |
| 13                                    | Kazarian                         | 31 de marzo de 2004      | PPV Semanal #87                    | Nashville, Tennessee            | 1            | 70           | Derrotó a The Amazing Red. |
| 14                                    | A.J. Styles                      | 9 de junio de 2004       | PPV Semanal #97                    | Nashville, Tennessee            | 3            | 49           | [ 17 ] |
| 15                                    | Kazarian (2) y Michael Shane (2) | 28 de julio de 2004      | PPV Semanal #104                   | Nashville, Tennessee            | 2            | 14           | Fue un Ultimate X match. Kazarian y Shane se declararon co-campeones cuando descolgaron a la vez la X, ganando el combate. |
| 16                                    | Petey Williams                   | 11 de agosto de 2004     | PPV Semanal #106                   | Nashville, Tennessee            | 1            | 158          | Derrotó a 21 luchadores en un Gauntlet match. |
| 17                                    | A.J. Styles                      | 16 de enero de 2005      | Final Resolution                   | Orlando, Florida                | 4            | 56           | Derrotó a Petey Williams y Chris Sabin en un Ultimate X match. |
| 18                                    | Christopher Daniels              | 13 de marzo de 2005      | Destination X                      | Orlando, Florida                | 1            | 182          | A.J. Styles, Elix Skipper y Ron Killings en un Ultimate X Challenge match. |
| 19                                    | A.J. Styles                      | 11 de septiembre de 2005 | Unbreakable                        | Orlando, Florida                | 5            | 91           | Derrotó a Christopher Daniels y Samoa Joe. |
| 20                                    | Samoa Joe                        | 11 de diciembre de 2005  | Turning Point                      | Orlando, Florida                | 1            | 91           | [ 23 ] |
| 21                                    | Christopher Daniels              | 12 de marzo de 2005      | Destination X                      | Orlando, Florida                | 2            | 29           | Derrotó a A.J. Styles y Samoa Joe en un Ultimate X match. |
| 22                                    | Samoa Joe                        | 10 de abril de 2006      | TNA iMPACT!                        | Orlando, Florida                | 2            | 70           | Emitido el 13 de abril. |
| 23                                    | Senshi                           | 19 de junio de 2006      | TNA iMPACT!                        | Orlando, Florida                | 2            | 125          | Antes conocido como Low Ki. Derrotó a Sonjay Dutt y Samoa Joe. Emitido el 22 de junio. |
| 24                                    | Chris Sabin                      | 22 de octubre de 2006    | Bound for Glory                    | Municipio de Plymouth, Míchigan | 3            | 2            | [ 27 ] |
| 25                                    | A.J. Styles                      | 24 de octubre de 2006    | TNA iMPACT!                        | Orlando, Florida                | 6            | 13           | Emitido el 2 de noviembre. |
| 26                                    | Christopher Daniels              | 6 de noviembre de 2006   | TNA iMPACT!                        | Orlando, Florida                | 3            | 69           | Derrotó a AJ Styles y Chris Sabin. Emitido el 16 de noviembre. |
| 27                                    | Chris Sabin                      | 14 de enero de 2007      | Final Resolution                   | Orlando, Florida                | 4            | 154          | Derrotó a Christopher Daniels y Jerry Lynn. |
| 28                                    | Jay Lethal                       | 17 de junio de 2007      | Slammiversary                      | Nashville, Tennessee            | 1            | 2            | [ 31 ] |
| 29                                    | Samoa Joe                        | 19 de julio de 2007      | TNA iMPACT!                        | Orlando, Florida                | 3            | 54           | Derrotó a Jay Lethal y Chris Sabin. Emitido el 21 de junio. |
| 30                                    | Kurt Angle                       | 12 de agosto de 2007     | Hard Justice                       | Orlando, Florida                | 1            | 28           | El Campeonato Mundial en Parejas de la TNA de Joe, el Campeonato Mundial Peso Pesado de la TNA y el Campeonato Peso Pesado de la IWGP de Angle también estuvieron en juego.                                                                       |
| 31                                    | Jay Lethal                       | 9 de septiembre de 2007  | No Surrender                       | Orlando, Florida                | 2            | 134          | [ 34 ] |
| 32                                    | Johnny Devine                    | 21 de enero de 2008      | TNA iMPACT!                        | Orlando, Florida                | 1            | 20           | Emitido el 21 de junio. |
| 33                                    | Jay Lethal                       | 10 de febrero de 2008    | Against All Odds                   | Greenville, Carolina del Sur    | 3            | 65           | Fue un Street Fight match por equipos entre Lethal y The Motor City Machine Guns (Alex Shelley & Chris Sabin) versus Team 3D (Brother Ray & Brother Devon) y Devine, donde la persona que hiciera el pinfall ganaba el título.                    |
| 34                                    | Petey Williams                   | 15 de abril de 2008      | TNA iMPACT!                        | Orlando, Florida                | 2            | 152          | Usó su oportunidad del Feast or Fired. Emitido el 17 de abril. |
| 35                                    | Sheik Abdul Bashir               | 14 de septiembre de 2008 | No Surrender                       | Oshawa, Ontario, Canadá         | 1            | 84           | Derrotó a Petey Williams y Consequences Creed. |
| 36                                    | Eric Young                       | 7 de diciembre de 2008   | Final Resolution                   | Orlando, Florida                | 1            | 0            | [ 39 ] |
| —                                     | Vacante                          | 7 de diciembre de 2008   | Final Resolution                   | Orlando, Florida                | —            | —            | Por decisión de Jim Cornette, ya que el árbitro Shane Sewell atacó a Bashir, permitiendo que Young ganara el título. |
| 37                                    | Alex Shelley                     | 11 de enero de 2009      | Genesis                            | Charlotte, Carolina del Norte   | 1            | 63           | Derrotó a Chris Sabin en la final de un torneo. |
| 38                                    | Suicide                          | 15 de marzo de 2009      | Destination X                      | Orlando, Florida                | 1            | 102          | Derrotó a Shelley, Chris Sabin, Jay Lethal y Consequences Creed en un Ultimate X match. TNA otorga un reinado a quienes interpretaron al personaje, Kazarian (su tercer reinado) y Christopher Daniels (su cuarto reinado).                       |
| 39                                    | Homicide                         | 25 de junio de 2009      | iMPACT!                            | Orlando, Florida                | 1            | 52           | Usó su oportunidad del Feast or Fired. Emitido el 16 de julio. |
| 40                                    | Samoa Joe                        | 16 de agosto de 2009     | Hardcore Justice                   | Orlando, Florida                | 4            | 50           | [ 43 ] |
| 41                                    | Amazing Red                      | 5 de octubre de 2009     | TNA iMPACT!                        | Orlando, Florida                | 2            | 106          | Emitido el 8 de octubre. Antes conocido como The Amazing Red. |
| 42                                    | Doug Williams                    | 19 de enero de 2010      | TNA iMPACT!                        | Orlando, Florida                | 1            | 89           | Usó la oportunidad del Feast or Fired de Rob Terry. Emitido el 28 de enero. Durante su reinado, cambió su nombre a Douglas Williams. |
| —                                     | Vacante                          | 18 de abril de 2010      | TNAWrestling.com                   | —                               | —            | —            | Debido a que Williams no pudo asistir a Lockdown por las complicaciones de vuelo después de la erupción del Eyjafjallajökull. |
| 43                                    | Kazarian                         | 18 de abril de 2010      | Lockdown                           | St. Charles, Misuri             | 3            | 28           | Derrotó a Shannon Moore y Homicide en un Steel Cage match. |
| 44                                    | Douglas Williams                 | 16 de mayo de 2010       | Sacrifice                          | Orlando, Florida                | 2            | 113          | [ 47 ] |
| 45                                    | Jay Lethal                       | 6 de septiembre de 2010  | TNA iMPACT!                        | Orlando, Florida                | 4            | 17           | Emitido el 16 de septiembre. |
| 46                                    | Amazing Red                      | 23 de septiembre de 2010 | House Show                         | Nueva York, Nueva York          | 3            | 2            | [ 49 ] |
| 47                                    | Jay Lethal                       | 25 de septiembre de 2010 | House Show                         | Rahway, Nueva Jersey            | 5            | 43           | [ 50 ] |
| 48                                    | Robbie E                         | 7 de noviembre de 2010   | Turning Point                      | Orlando, Florida                | 1            | 30           | [ 51 ] |
| 49                                    | Jay Lethal                       | 7 de diciembre de 2010   | TNA iMPACT!                        | Orlando, Florida                | 6            | 33           | Emitido el 16 de diciembre. |
| 50                                    | Kazarian                         | 9 de enero de 2011       | Genesis                            | Orlando, Florida                | 4            | 127          | [ 53 ] |
| 51                                    | Abyss                            | 16 de mayo de 2011       | Impact Wrestling                   | Orlando, Florida                | 1            | 55           | Emitido el 19 de mayo. |
| 52                                    | Brian Kendrick                   | 10 de julio de 2011      | Destination X                      | Orlando, Florida                | 1            | 63           | [ 55 ] |
| 53                                    | Austin Aries                     | 11 de septiembre de 2011 | No Surrender                       | Orlando, Florida                | 1            | 301          | [ 56 ] |
| —                                     | Vacante                          | 8 de julio de 2012       | Destination X                      | Orlando, Florida                | —            | —            | Debido a que Aries obtuvo una lucha por el Campeonato Mundial Peso Pesado de TNA. |
| 54                                    | Zema Ion                         | 8 de julio de 2012       | Destination X                      | Orlando, Florida                | 1            | 98           | Derrotó a Sonjay Dutt, Mason Andrews y Kenny King en un Ultimate X match. |
| 55                                    | Rob Van Dam                      | 14 de octubre de 2012    | Bound for Glory                    | Phoenix, Arizona                | 1            | 137          | [ 58 ] |
| 56                                    | Kenny King                       | 28 de febrero de 2013    | Impact Wrestling                   | Orlando, Florida                | 1            | 94           | La permanencia de King en la División X también estuvo en juego. |
| 57                                    | Chris Sabin                      | 2 de junio de 2013       | Slammiversary XI                   | Boston, Massachusetts           | 5            | 18           | Derrotó Kenny King y Suicide en un Ultimate X match. |
| 58                                    | Austin Aries                     | 20 de junio de 2013      | Impact Wrestling                   | Peoria, Illinois                | 2            | 9            | Aries, disfrazado como Suicide, derrotó a Chris Sabin y Kenny King. Emitido el 27 de junio. |
| 59                                    | Chris Sabin                      | 29 de junio de 2013      | Impact Wrestling                   | Las Vegas, Nevada               | 6            | 0            | Derrotó a Austin Aries y Manik. Emitido el 4 de julio. |
| —                                     | Vacante                          | 29 de junio de 2013      | Impact Wrestling                   | Las Vegas, Nevada               | —            | —            | Debido a que Sabin obtuvo una lucha por el Campeonato Mundial Peso Pesado de TNA. |
| 60                                    | Manik                            | 18 de julio de 2013      | Impact Wrestling                   | Louisville, Kentucky            | 2            | 94           | Derrotó a Sonjay Dutt y Greg Marasciulo en un Ultimate X match. Emitido el 25 de julio. Antes conocido como Suicide. La TNA otorga un reinado a quien interpreta el personaje, TJ Perkins (su primer reinado).                                    |
| 61                                    | Chris Sabin                      | 20 de octubre de 2013    | Bound for Glory                    | San Diego, California           | 7            | 34           | Derrotó a Manik, Jeff Hardy, Samoa Joe y Austin Aries en un Ultimate X match. |
| 62                                    | Austin Aries                     | 23 de noviembre de 2013  | Impact Wrestling                   | Orlando, Florida                | 3            | 12           | Emitido el 12 de diciembre. |
| 63                                    | Chris Sabin                      | 5 de diciembre de 2013   | Impact Wrestling                   | Orlando, Florida                | 8            | 42           | Emitido el 2 de enero de 2014. |
| 64                                    | Austin Aries                     | 16 de enero de 2014      | Impact Wrestling: Genesis          | Huntsville, Alabama             | 4            | 45           | Emitido el 23 de enero. |
| 65                                    | Seiya Sanada                     | 2 de marzo de 2014       | One Night Only: Outbreak           | Tokio, Japón                    | 1            | 110          | [ 68 ] |
| 66                                    | Austin Aries                     | 20 de junio de 2014      | Impact Wrestling                   | Bethlehem, Pensilvania          | 5            | 4            | Emitido el 10 de julio. |
| —                                     | Vacante                          | 24 de junio de 2014      | Impact Wrestling                   | Nueva York, Nueva York          | —            | —            | Debido a que Aries obtuvo una lucha por el Campeonato Mundial Peso Pesado de la TNA. Emitido el 24 de julio. |
| 67                                    | Samoa Joe                        | 27 de junio de 2014      | Impact Wrestling                   | Nueva York, Nueva York          | 5            | 84           | Derrotó a Low Ki y Seiya Sanada. Emitido el 7 de agosto. |
| —                                     | Vacante                          | 19 de septiembre de 2014 | Impact Wrestling                   | Bethlehem, Pensilvania          | —            | —            | Debido a una lesión de Joe. |
| 68                                    | Low Ki                           | 19 de septiembre de 2014 | Impact Wrestling                   | Bethlehem, Pensilvania          | 3            | 110          | Derrotó a DJ Z, Tigre Uno y Manik. Emitido el 19 de noviembre. |
| 69                                    | Austin Aries                     | 7 de enero de 2015       | Impact Wrestling                   | Nueva York, Nueva York          | 6            | 1            | [ 72 ] |
| 70                                    | Low Ki                           | 8 de enero de 2015       | Impact Wrestling                   | Nueva York, Nueva York          | 4            | 23           | Emitido el 16 de enero. |
| 71                                    | Rockstar Spud                    | 31 de enero de 2015      | Impact Wrestling                   | Londres, Inglaterra             | 1            | 43           | Emitido el 20 de marzo. |
| 72                                    | Kenny King                       | 15 de marzo de 2015      | Impact Wrestling: Hardcore Justice | Orlando, Florida                | 2            | 56           | Derrotó a Rockstar Spud, Tigre Uno y Mandrews en un Ladder match. Emitido el 17 de abril. |
| 73                                    | Rockstar Spud                    | 10 de mayo de 2015       | Impact Wrestling                   | Orlando, Florida                | 2            | 0            | Derrotó a Kenny King, Manik, DJ Z, Tigre Uno, Argos, Crazzy Steve y Mandrews en un Gauntlet match. Emitido el 29 de mayo. |
| —                                     | Vacante                          | 10 de mayo de 2015       | Impact Wrestling                   | Orlando, Florida                | —            | —            | Debido a que Spud obtuvo una lucha por el Campeonato Mundial Peso Pesado de la TNA. Emitido el 5 de junio. |
| 74                                    | Tigre Uno                        | 24 de junio de 2015      | Impact Wrestling                   | Orlando, Florida                | 1            | 196          | Derrotó a Low Ki y Grado. |
| 75                                    | Trevor Lee                       | 9 de enero de 2016       | Impact Wrestling                   | Bethlehem, Pensilvania          | 1            | 155          | Emitido el 2 de febrero. |
| 76                                    | Eddie Edwards                    | 12 de junio de 2016      | Slammiversary                      | Orlando, Florida                | 1            | 2            | Derrotó a Trevor Lee, Andrew Everett y DJ Z. |
| 77                                    | Mike Bennett                     | 14 de junio de 2016      | Impact Wrestling                   | Orlando, Florida                | 1            | 1            | Emitido el 21 de junio. |
| 78                                    | Eddie Edwards                    | 15 de junio de 2016      | Impact Wrestling                   | Orlando, Florida                | 2            | 28           | Derrotó a Mike Bennett, Trevor Lee, Andrew Everett, DJ Z, Rockstar Spud, Mandrews y Braxton Sutter en un Ultimate X match. Emitido el 5 de julio.                                                                                                 |
| 79                                    | Lashley                          | 13 de julio de 2016      | Impact Wrestling                   | Orlando, Florida                | 1            | 30           | Fue un Six Sides of Steel match donde también estaba en juego el Campeonato Mundial Peso Pesado de la TNA de Lashley. Emitido el 21 de julio. |
| —                                     | Vacante                          | 12 de agosto de 2016     | Impact Wrestling                   | Orlando, Florida                | —            | —            | Debido a que Lashley decidió dejarlo vacante. Emitido el 18 de agosto. |
| 80                                    | DJ Z                             | 13 de agosto de 2016     | Impact Wrestling                   | Orlando, Florida                | 2            | 148          | Derrotó a Trevor Lee, Andrew Everett, Rockstar Spud, Mandrews y Braxton Sutter en un Ultimate X match. Emitido el 1 de septiembre. Antes conocido como Zema Ion.                                                                                  |
| 81                                    | Trevor Lee                       | 8 de enero de 2017       | Impact Wrestling                   | Orlando, Florida                | 2            | 102          | Fue un Ladder match. Lee usó su oportunidad del Race for the Case. Emitido el 2 de febrero. Durante su reinado, el título se renombró como Impact X Division Championship.                                                                        |
| 82                                    | Low Ki                           | 20 de abril de 2017      | Impact Wrestling                   | Orlando, Florida                | 5            | 40           | Derrotó a Trevor Lee, Andrew Everett, Sonjay Dutt, Dezmond Xavier, y Suicide. |
| Campeonato de la División X de la GFW |                                  |                          |                                    |                                 |              |              | |
| 83                                    | Sonjay Dutt                      | 30 de mayo de 2017       | Impact Wrestling                   | Bombay, India                   | 1            | 81           | Emitido el 15 de junio. Durante su reinado, el título se renombró como GFW X Division Championship. |
| Campeonato de la División X de Impact |                                  |                          |                                    |                                 |              |              | |
| 84                                    | Trevor Lee                       | 19 de agosto de 2017     | GFW Impact!                        | Orlando, Florida                | 3            | 82           | Emitido el 14 de septiembre. |
| 85                                    | Taiji Ishimori                   | 9 de noviembre de 2017   | Impact Wrestling                   | Ottawa, Ontario, Canadá         | 1            | 64           | [ 88 ] |
| 86                                    | Matt Sydal                       | 12 de enero de 2018      | Impact Wrestling                   | Orlando, Florida                | 1            | 191          | [ 89 ] |
| 87                                    | Brian Cage                       | 22 de julio de 2018      | Slammiversary XVI                  | Toronto, Ontario, Canadá        | 1            | 112          | [ 90 ] |
| —                                     | Vacante                          | 11 de noviembre de 2018  | Impact Wrestling                   | Las Vegas, Nevada               | —            | —            | Debido a que Cage eligió la Opción C y desafió a Johnny Impact por el Campeonato Mundial de Impact en Homecoming. Emitido el 22 de noviembre. |
| 88                                    | Rich Swann                       | 6 de enero de 2019       | Homecoming                         | Nashville, Tennessee            | 1            | 194          | Derrotó a Ethan Page, Jake Crist y Trey Miguel en un Ultimate X Match. |
| 89                                    | Jake Crist                       | 19 de julio de 2019      | Impact Wrestling                   | Windsor, Ontario, Canadá        | 1            | 93           | Emitido el 26 de julio. |
| 90                                    | Ace Austin                       | 20 de octubre de 2019    | Bound for Glory                    | Villa Park, Illinois            | 1            | 171          | Derrotó a Jake Crist, Daga, Acey Romero y Tessa Blanchard en un Ladder Match. |
| 91                                    | Willie Mack                      | 8 de abril de 2020       | Rebellion - Parte 1                | Nashville, Tennessee            | 1            | 101          | Emitido el 21 de abril. |
| 92                                    | Chris Bey                        | 18 de julio de 2020      | Slammiversary                      | Nashville, Tennessee            | 1            | 27           | [ 95 ] |
| 93                                    | Rohit Raju                       | 14 de agosto de 2020     | Emergence - Parte 1                | Nashville, Tennessee            | 1            | 120          | Derrotó a Chris Bey y TJP. Emitido el 18 de agosto. |
| 94                                    | Manik/TJP                        | 12 de diciembre de 2020  | Final Resolution                   | Nashville, Tennessee            | 3            | 94           | Durante el reinado, Manik se desenmascaró y trabajó como TJP. |
| 95                                    | Ace Austin                       | 13 de marzo de 2021      | Sacrifice                          | Nashville, Tennessee            | 2            | 43           | [ 98 ] |
| 96                                    | Josh Alexander                   | 25 de abril de 2021      | Rebellion                          | Nashville, Tennessee            | 1            | 151          | Derrotó a Ace Austin y TJP. |
| —                                     | Vacante                          | 23 de septiembre de 2021 | Victory Road                       | Nashville, Tennessee            | —            | —            | Debido a que Alexander eligió la Opción C y desafió a Christian Cage por el Campeonato Mundial de Impact en Bound for Glory. |
| 97                                    | Trey                             | 23 de octubre de 2021    | Bound for Glory                    | Sunrise Manor, Nevada           | 1            | 182          | Derrotó a Steve Maclin y El Phantasmo. |
| 98                                    | Ace Austin                       | 23 de abril de 2022      | Rebellion                          | Poughkeepsie, Nueva York        | 3            | 57           | Derrotó a Trey y Mike Bailey. |
| 99                                    | Mike Bailey                      | 19 de junio de 2022      | Slammiversary                      | Nashville, Tennessee            | 1            | 110          | Derrotó a Ace Austin, Trey, Kenny King, Andrew Everett y Alex Zayne en un Ultimate X Match. |
| 100                                   | Frankie Kazarian                 | 7 de octubre de 2022     | Bound for Glory                    | Albany, Nueva York              | 5            | 1            | [ 103 ] |
| —                                     | Vacante                          | 8 de octubre de 2022     | Impact!                            | Albany, Nueva York              | —            | —            | Debido a que Kazarian eligió la Opción C y desafió a Josh Alexander por el Campeonato Mundial de Impact en Over Drive. Emitido el 20 de octubre.                                                                                                  |
| 101                                   | Trey                             | 18 de noviembre de 2022  | Over Drive                         | Louisville, Kentucky            | 2            | 203          | Derrotó a Black Taurus en la final de un torneo. |
| 102                                   | Chris Sabin                      | 9 de junio de 2023       | Against All Odds                   | Columbus, Ohio                  | 9            | 36           | [ 105 ] |
| 103                                   | Lio Rush                         | 15 de julio de 2023      | Slammiversary                      | Windsor, Ontario                | 1            | 56           | [ 106 ] |
| Campeonato de la División X de TNA    |                                  |                          |                                    |                                 |              |              | |
| 104                                   | Chris Sabin                      | 9 de septiembre de 2023  | Impact! 1000                       | White Plains, Nueva York        | 10           | 167          | Emitido el 14 de septiembre. Durante su reinado el título se renombró como TNA X Division Championship. Así mismo se cambió el diseño del campeonato.                                                                                             |
| 105                                   | Mustafa Ali                      | 23 de febrero de 2024    | No Surrender                       | Westwego, Louisiana             | 1            | 148          | [ 108 ] |
| 106                                   | Mike Bailey                      | 20 de julio de 2024      | Slammiversary                      | Montreal, Canadá                | 2            | 41           | [ 109 ] |
| 107                                   | Zachary Wentz                    | 30 de agosto de 2024     | Emergence                          | Louisville, Kentucky            | 1            | 14           | Derrotó a Mike Bailey, Riley Osborne, Jason Hotch, Laredo Kid y Hammerstone en un Ultimate X Match. |
| 108                                   | Mike Bailey                      | 13 de septiembre de 2024 | Victory Road                       | San Antonio, Texas              | 3            | 44           | [ 111 ] |
| 109                                   | Moose                            | 27 de octubre de 2024    | Impact!                            | Detroit, Michigan               | 1            | 266          | Emitido el 7 de noviembre. |
| 110                                   | Leon Slater                      | 20 de julio de 2025      | Slammiversary                      | Elmont, Nueva York              | 1            | 29+          | [ 113 ] |

### Total de días con el título
La siguiente lista muestra el total de días que un luchador ha poseído el campeonato si se suman todos los reinados que posee. Actualizado a la fecha del 18 de agosto de 2025.
| + | Indica al campeón actual |

| N.º | Luchador            | Reinados | Total de días |
| --- | ------------------- | -------- | ------------- |
| 1   | Chris Sabin         | 10       | 636           |
| 2   | Trey                | 2        | 385           |
| 3   | Austin Aries        | 6        | 372           |
| 4   | Samoa Joe           | 5        | 350           |
| 5   | Trevor Lee          | 3        | 339           |
| 6   | Low Ki/Senshi       | 5        | 312           |
| 7   | Petey Williams      | 2        | 310           |
| 8   | Jay Lethal          | 6        | 294           |
| 9   | Christopher Daniels | 3        | 280           |
| 10  | A.J. Styles         | 6        | 272           |
| 11  | Ace Austin          | 3        | 271           |
| 12  | Moose               | 1        | 266           |
| 13  | Zema Ion/DJ Z       | 2        | 246           |
| 14  | Kazarian            | 5        | 240           |
| 15  | Doug Williams       | 2        | 202           |
| 16  | Tigre Uno           | 1        | 199           |
| 17  | Mike Bailey         | 3        | 195           |
| 18  | Rich Swann          | 1        | 194           |
| 19  | Matt Sydal          | 1        | 191           |
| 20  | Manik/Suicide/TJP   | 3        | 185           |
| 21  | Michael Shane       | 2        | 154           |
| 22  | Josh Alexander      | 1        | 151           |
| 23  | Kenny King          | 2        | 150           |
| 24  | Mustafa Ali         | 1        | 148           |
| 25  | Rob Van Dam         | 1        | 137           |
| 26  | Amazing Red         | 3        | 122           |
| 27  | Rohit Raju          | 1        | 120           |
| 28  | Brian Cage          | 1        | 112           |
| 29  | Sanada              | 1        | 110           |
| 30  | Willie Mack         | 1        | 101           |
| 31  | Jake Crist          | 1        | 93            |
| 32  | Jerry Lynn          | 2        | 84            |
| 32  | Sheik Abdul Bashir  | 1        | 84            |
| 34  | Sonjay Dutt         | 1        | 81            |
| 35  | Kid Kash            | 1        | 77            |
| 36  | Taiji Ishimori      | 1        | 64            |
| 37  | Alex Shelley        | 1        | 63            |
| 37  | Brian Kendrick      | 1        | 63            |
| 37  | Sonny Siaki         | 1        | 63            |
| 40  | Lio Rush            | 1        | 56            |
| 41  | Abyss               | 1        | 55            |
| 42  | Homicide            | 1        | 52            |
| 43  | Rockstar Spud       | 2        | 43            |
| 44  | Eddie Edwards       | 2        | 30            |
| 44  | Lashley             | 1        | 30            |
| 44  | Robbie E            | 1        | 30            |
| 47  | Leon Slater         | 1        | 29+           |
| 48  | Kurt Angle          | 1        | 28            |
| 49  | Chris Bey           | 1        | 27            |
| 50  | Johnny Devine       | 1        | 20            |
| 51  | Syxx-Pac            | 1        | 14            |
| 51  | Zachary Wentz       | 1        | 14            |
| 53  | Mike Bennett        | 1        | 1             |
| 54  | Eric Young          | 1        | 0             |

### Mayor cantidad de reinados
| Reinados | Luchador (es) |
| -------- | --- |
| 10 veces | Chris Sabin |
| 6 veces  | A.J. Styles, Jay Lethal, Austin Aries                                                                                           |
| 5 veces  | Kazarian, Samoa Joe, Low Ki/Senshi                                                                                              |
| 4 veces  | Christopher Daniels |
| 3 veces  | (The) Amazing Red, Trevor Lee, Suicide/Manik/TJP, Ace Austin, Mike Bailey                                                       |
| 2 veces  | Michael Shane, Jerry Lynn, Petey Williams, Doug/Douglas Williams, Kenny King, Rockstar Spud, Eddie Edwards, Trey, Zema Ion/DJ Z |